# Tael

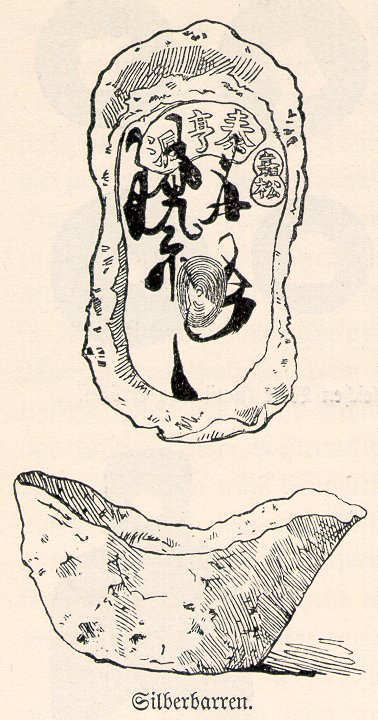
En båtformad "sycee"

Tael (kinesiska: 两 liǎng) är en traditionell kinesisk viktenhet. Hur mycket en tael vägde varierade, men en tael silver motsvarade i allmänhet strax under 40 gram. Idag betecknar en tael 50 gram, för att lättare fungera med metersystemet.
Under Qing-dynastin och den republikanska perioden betecknade tael också en myntenhet och det fanns flera olikvärdiga tael, men den som användes vid tulluppbörden var den officiella. Den kallades "haikwan tael" (tull-tael) och motsvarade vikten 1 liang 1 tael silver i värde samt fluktuerade alltså efter silverpriset.
Växelkursen mellan haikwan tael och olika utländska valutor fastställdes också i flera fördrag där Kina ålades att betala krigsskadestånd, till exempel Shimonosekifördraget 1895 och Boxarprotokollet 1901, som slöts efter Boxarupproret.
Även om silverdollarmyntet blev alltmer vanligt under 1900-talet var det dock i den inre handeln vanligt att betala större summor med silver i stycken av olika storlek (s. k. sycee), vanligen på 50 tael, ibland på 100 tael. Varje sådant stycke var försett med en eller flera proberar- och bankstämplar till kontroll av dess renhet och angivande dess vikt. 
I september 1902 överenskom Kina med England om åtgärders vidtagande för att åstadkomma ett enhetligt mynt, som skulle vara lagligt betalningsmedel i hela riket, och i oktober 1908 utfärdades ett kejserligt dekret, varigenom infördes ett taelmynt av 98 procent rent silver, som vägde en Kuping-tael (37,313 gram), något mindre än en haikwan tael, som väger 37,68 gr.
En tael var lika med 1/16 catty (斤 jīn), 10 mace (錢 qián) eller 100 kandariner (分 fēn). De västerländska orden kommer ifrån malajiska: tahil, kati, mas, kandūri.